# Konstantynówka (obwód rówieński)
Konstantynówka (ukr. Костянтинівка) – wieś na Ukrainie, w obwodzie rówieńskim, w rejonie sarneńskim, w hromadzie Sarny. W 2001 liczyła 909 mieszkańców, spośród których 897 wskazało jako ojczysty język ukraiński, 11 rosyjski, a 1 inny.
W okresie międzywojennym wieś znajdowała się w granicach II RP, wchodząc w skład gminy Niemowicze w powiecie sarneńskim, w województwie rówieńskim.